# Serguei Nikolàiev
Serguei Mikhàilovitx Nikolàiev (en rus Сергей Михайлович Николаев) (5 de febrer de 1988) és un ciclista rus, professional des del 2013 i actualment a l'equip Gazprom-RusVelo.

## Palmarès
- 2012
  - Vencedor d'una etapa a la Friendship People North-Caucasus Stage Race
- 2013
  - 1r al Memorial Viktor Kapitonov
  - Vencedor d'una etapa a la Volta a Eslovàquia
  - Vencedor d'una etapa a la Friendship People North-Caucasus Stage Race
- 2014
  - Vencedor d'una etapa als Cinc anells de Moscou
  - Vencedor de 2 etapes al Gran Premi Udmúrtskaia Pravda
- 2015
  - Vencedor d'una etapa a l'Istrian Spring Trophy
  - Vencedor d'una etapa als Cinc anells de Moscou